# 란비르 싱
란비르 싱(힌디 रनवीर सिंह , 영어 Ranveer Singh, 1985년 7월 6일~ )은 뭄바이 출생의 인도 영화 배우이다.

## 출연 영화
- 《Band Baaja Bharat 》(2010)
- 《Ladies VS Ricky Bahl 》(2011)